# Бирадж Баху
«Бирадж Баху» или «Невестка Бирадж» (хинди बिराज बहू; Biraj Bahu) — индийский фильм-драма режиссёра Бимала Роя в оригинале на языке хинди, вышедший в прокат в 1954 году. Экранизация одноимённого романа бенгальского писателя Шарата Чандры Чаттерджи (также известного как Сарат Чандра Чаттопадхаи). В фильме показана трагическая судьба молодой женщины, которая была изгнана из дома мужем, поверившим грязной клевете. В главных ролях — Камини Каушал и Абхи Бхаттачарья. Картина была отмечена почётным сертификатом Национальной кинопремии, двумя Filmfare Awards и номинирована на «Золотую пальмовую ветвь» Каннского кинофестиваля.
Фильм, дублированный на русский язык, демонстрировался во время второго фестиваля индийских фильмов в ноябре 1956 года и вышел в широкий прокат СССР в 1957 году.

## Сюжет
Главная героиня фильма — красавица Бирадж, преданная идее о счастье для своего мужа Ниламбара. Когда супруги остаются без средств из-за бессердечия её деверя Питамбара, Бирадж трудится до изнеможения, делая и продавая куклы, дабы заработать деньги, чтобы покрыть расходы на свадьбу своей золовки Пунну. В результате на неё обращает внимание любвеобильный молодой заминдар, после чего её приверженность семье сталкивается цинизмом отношения всех мужчин к женщинам, в том числе её мужа.

## В ролях
- Камини Каушал — Бирадж Чакраворти
- Абхи Бхаттачарья[англ.] — Ниламбар Чакраворти, муж Бирадж
- Пран — Деодхар, заминдар
- Манорама — Сундари, служанка
- Ифтехар[англ.] — Кишорилал, помощник Деодхара
- Мони Чаттерджи — Бхоланатх
- Шакунтала — Пунну Чакраворти, сестра Ниламбара
- Рандхир — Питамбар Чакраворти, брат Ниламбара

## Производство
«Бирадж Баху» стала вторым фильмом Бимала Роя по произведению С. Ч. Чаттерджи после драмы «Замужем», снятой им в 1953 году, и второй экранизацией данного романа после бенгалоязычной Biraj Bou (1946) Амара Муллика. На главную роль режиссёр неожиданно для всех пригласил Камини Каушал, ведущую актрису конца 1940-х — начала 1950-х годов, которая к этому моменту вышла замуж и хотела оставить кинематограф, чтобы взять на себя заботу о семье. Будущие известные кинематографисты Ришикеш Мукхерджи и Асит Сен были задействованы в фильме как монтажёр и ассистент режиссёра.

## Саундтрек
Во время открывающих фильм тиров звучит песня в жанре бхатиали, спетая известным бенгальским исполнителем народной музыки Нирмаленду Чоудхури. Сцена, в которой звучит бхаджан «Jhumjhum Monmohan Re», похожа на традиционный киртан, однако для записи песни были использованы нетрадиционные инструменты.
Все тексты написаны Премом Дхаваном, вся музыка написана Салилом Чоудхури.
| №                   | Название                         | Исполнители                  | Длительность |
| ------------------- | -------------------------------- | ---------------------------- | ------------ |
| 1.                  | «Mere Man Bhula Bhula Kahe Dole» | Хемант Кумар                 | 3:24         |
| 2.                  | «Ja Re Dulhaniya Ja»             | Лата Мангешкар, Шьямал Митра | 3:01         |
| 3.                  | «Na Jane Re Na Jane Re»          | Шамшад Бегум                 | 3:16         |
| 4.                  | «Suno Seeta Ki Kahani»           | Мохаммед Рафи                | 3:31         |
| 5.                  | «Jhumjhum Monmohan Re»           | Хемант Кумар                 | 3:13         |
| Общая длительность: | Общая длительность:              | Общая длительность:          | 16:25        |

## Критика
Согласно Шоме Чаттерди спустя десятилетия после того, как фильм был снят, «Бирадж Баху» Бимала Роя, казалось бы, стал тематически устаревшим, до крайности сентиментальным и чрезмерно мелодраматическим. Но с точки зрения кинематографического выражения, он по-прежнему выделяется среди всех экранизация классики Сарата Чаттерджи. Его самым выдающимся качеством является то, что он полностью верен с точки зрения периода, места, социальных отношений и персонажей романа, на котором он основан.
Большинство оригинальных драматических сцен и даже диалогов не только сохранились, но и блистательно преподнесены режиссёром, который доказал, что он умеет справляться в том числе и с сугубо сентиментальными трагедиями бенгальского писателя.
Фероз Рангувала также отметил, что исполнители главных ролей, Камини Каушал и Абхи Бхаттачария, создали великолепные образы любящих, преданных друг другу мужа и жены.

## Награды
- Почётный сертификат Национальной кинопремии[6]
- Filmfare Award за лучшую режиссуру — Бимал Рой[7][8]
- Filmfare Award за лучшую женскую роль — Камини Каушал[7][8]
- Номинация на «Золотую пальмовую ветвь» Каннского кинофестиваля[9]